# 蜂房

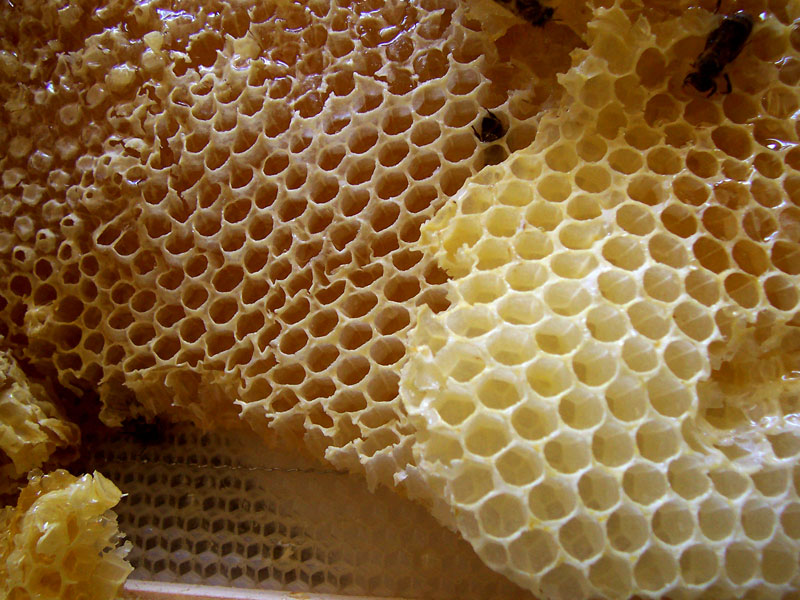
蜂房裡六邊形的巢室。

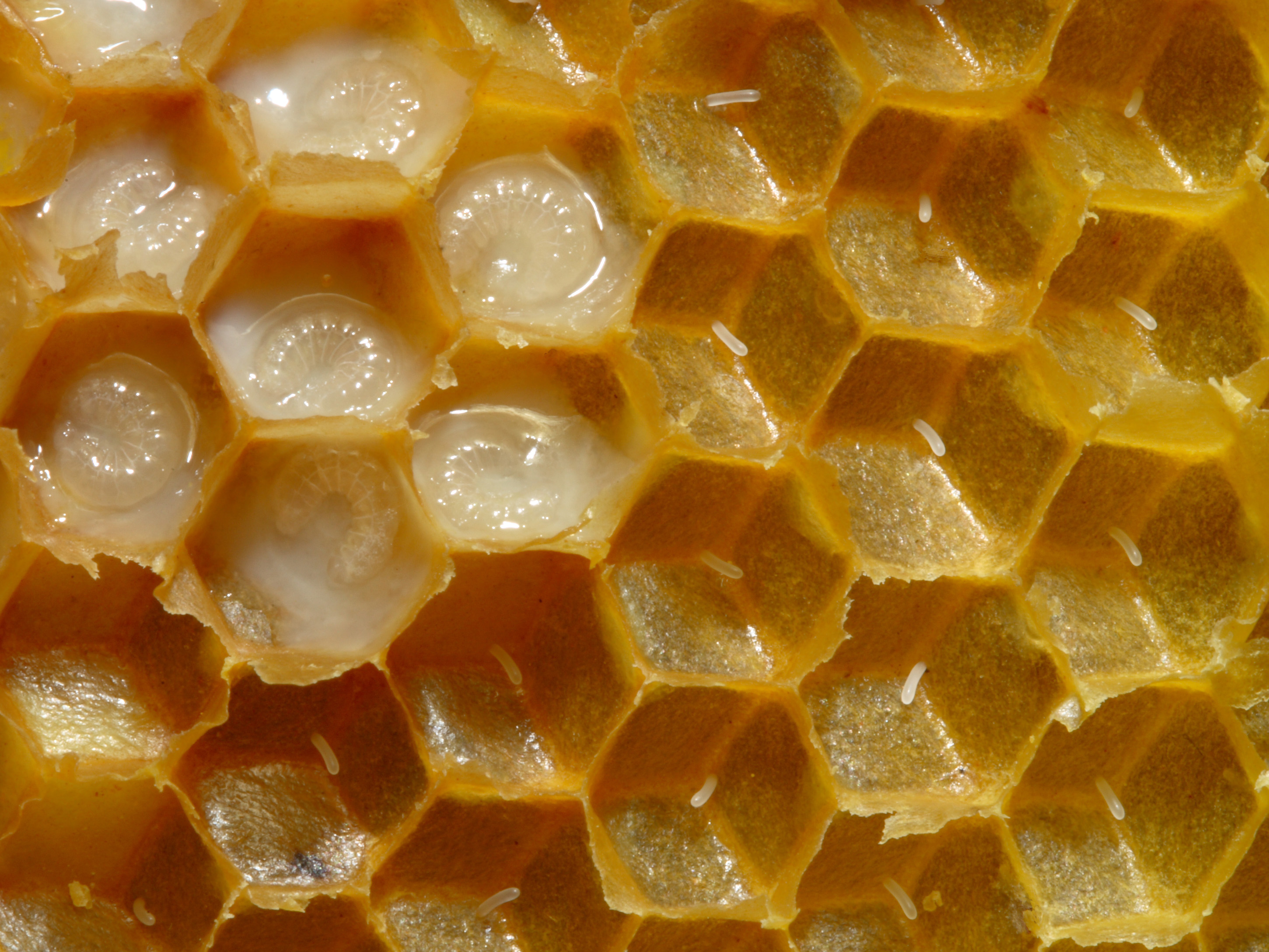
去除外壳的蜜蜂蜂巢，可见虫卵和幼虫

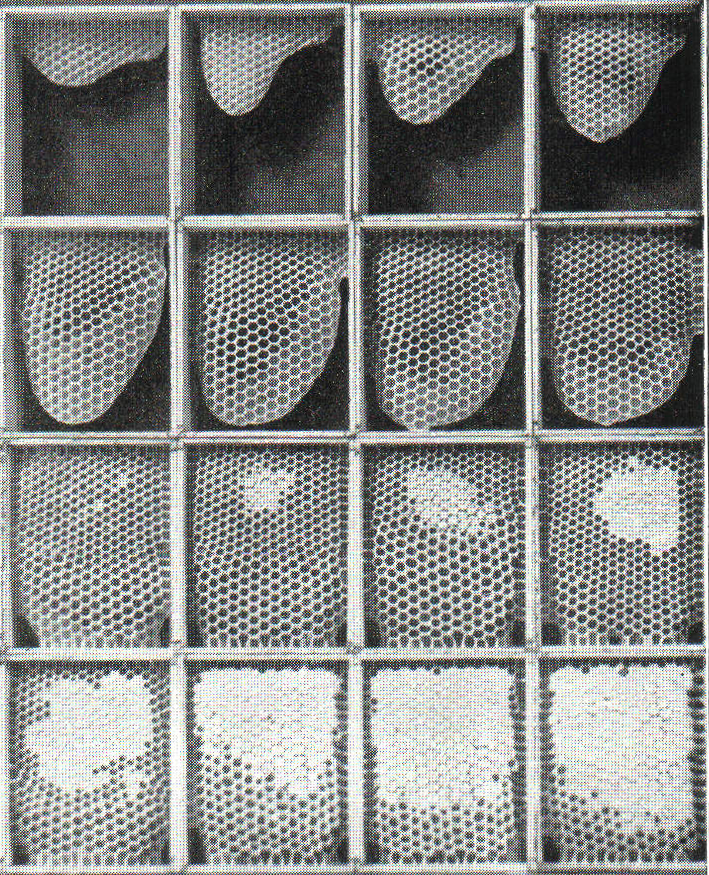
蜜蜂由每部分的頂部開始建立它們的蜂房。當蜂蜜填滿蜂房後，蜜蜂會以蜂蠟把巢室封口。

蜂房或者蜂窩是蜜蜂所建巢穴裡的構造，由眾多正六邊形的蜂蠟巢室所組成。蜂房裡除了蜜蜂之外，還有它們的幼蟲，並儲存蜂蜜和花粉。而馬蜂亞科（Polistinae）和胡蜂亞科（Vespinae）的胡蜂所建立的蜂巢則是用紙所造成的，而非蜂蠟。
養蜂家會拆掉整個蜂巢去獲取蜂蜜。蜂蜜的提取可以透過打開蜂箱取出巢框，然後把它放進分離蜂蜜的離心機裡旋轉。另外，有時候新的蜜脾會以不加工的巢蜜形式售賣。 
孵化養育蜜蜂幼蟲的蜂房經過一段時間後，會漸漸變黑，因為繭會嵌進巢室，養蜂家稱為「活動污跡」（Travel Stain）。「蜜繼箱」（Honey Super）上的巢脾因為沒有用來孵化養育蜜蜂幼蟲，所以便會保持光亮顏色。

## 蜂房的幾何形狀
蜂房的中心線總是似是水平的，而巢室的非角度行排（non-angled rows）也是水平地（非垂直地）排成一線。因此，每個巢室都有兩個垂直的「牆」，由兩個角牆構成「地板」和「天花板」。而巢室的斜度是些微地向上，在9至14度之間，朝向開端，這樣蜂蜜便不至流出。
那麼為甚麼蜂房是六邊形，而非其他形狀的？現在的說法有兩個。第一種說法由波蘭數學家、物理學家暨天文學家Jan Brożek提出，六邊形能以每範圍最小的周界去平鋪一平面，就是說六邊形結構可以在一定體積裡，能用最少的材料去建造一個最寬敞的巢室。另一種說法由蘇格蘭生物學家、數學家暨古典學者達西·湯普森（D'Arcy Wentworth Thompson）提出，他認為六邊形形狀是基於個別的蜜蜂們將巢室擺放在一起的程序：有些類似在肥皂泡間製造的邊界形狀。為支持此論點，他指出個別建造的蜂王巢室，它們多是不規則和凹凸不平，不是以最有效率的方式製作。
蜜蜂建築蜂巢似乎是基於它們的本能，生物學一般的理論均認為自然界裡這麼有效能的形狀的現象是由於自然選擇。
蜂房巢室的末端也是幾何效能的例子，雖然是三維和不起眼。末端是一個所有鄰近表面兩面角度為120°的三面錐形，在一定容量最小化表面面積的角度（一個在錐形頂部邊緣形成的角度大約為109°28'16"（ = 180°- arccos（1/3）））。
巢室的形狀就像是兩個相對的蜂巢層互相套疊對方，而末端的各個平面都是和對邊的巢室共用的。
當然個別巢室並非如上圖顯示的幾何完美：在一個實際的蜂房裡，"完美"的六邊形是有少許百分比偏差的。在較大的雄蜂蜂巢和較小的工蜂蜂巢之間的過渡地區，或當蜜蜂遇到障礙時，巢室型狀都可能會歪曲的。而在1965年，匈牙利數學家拉茲洛·費耶·托斯發現蜜蜂所用的三面錐形（由三個菱形組成）不是理想最佳的三維幾何形狀。而由2個六角形和2個較小菱形組成的巢室末端將會多.035%（或接近1/2850）的效能。